# Mirbelia baueri
Mirbelia baueri là một loài thực vật có hoa trong họ Đậu. Loài này được (Benth.) J.Thompson miêu tả khoa học đầu tiên.